# دير سمعان (فلسطين)
دير سمعان خربة أثرية بيزنطية تقع على قمة تلة ارتفاعها 350 مترًا عن سطح البحر، ويبلغ مساحتها حوالي 3 دونمات. تقع على بُعد ثلاثة كيلومترات من الشمال الغربي لبلدة كفر الديك غرب محافظة سلفيت، وهي منطقة يعود عمرها التاريخي إلى أكثر من 1600عام.

## وصف عام
بدأت أعمال التنقيب عن هذا الدير في منتصف التسعينيات من القرن الماضي، وعند تنظيف المكان من الأتربة تم الكشف عن أرضية مرصوفة بالفسيفساء. والتي لم يتبقَ منها سوى إطلالة تصور للزائر عظمة هذا الدير ودقة تصميمه.
يضم الدير أكثر من 12 غرفة، ومعصرة للزيتون وأخرى لصنع النبيذ، ومطحنة للحبوب. كما ويضم بداخله بقايا أربعة خزانات مائية تتصل ببعضها البعض مع قنوات تمتد إلى جانب الواجهات الحجرية وتحت الأرضيات الفسيفسائية. ويضم أيضاً معبداً، ومخازن للحبوب ومرابط للخيل. في الجهة الجنوبية للدير ما تزال واحدة من الغرف المفصولة عن أسوار الدير باقية بشكلها الأصلي، فيما يطل شباك غربي من داخل هذه الغرفة على ثلاث برك مائية، نحتت في الصخور الصماء على غرار برك سليمان في بلدة أرطاس جنوب بيت لحم.
ويضم ساحة دائرية كبيرة وواسعة تسمى البيدر، استخدمت لأعمال تخليص الحبوب من سنابلها ولأغراض التدريب العسكري. أما في الجانب الغربي لهذا البيدر الكبير شقت قناة بعمق متر تقريباً في الصخور وبعرض حوالي ثلاثين سم وبطول عشرة أمتار، تؤدي إلى البرك الثلاث داخل البيدر. وفي الجانب الشرقي الشمالي للبيدر توجد ساعة شمسية يتوسطها صليب، وبحسب تقديرات الباحثين فإن هذا الدير كان ديراً يزود باقي المحميات البيزنطية بالمؤن.

## الاحتلال الإسرائيلي
احتلت بلدة كفر الديك عام النكسة، ومع وقوع الدير بين ثلاث مستوطنات هي: (إيلي زهاف، بدوئيل وليشم الجديدة) ضمن المناطق المصنفة (ج) حسب اتفاق أوسلو جعلها أكثر عرضة للسطو الاستيطاني. ومع التوسع الاستيطاني، وبناء جدار الفصل العنصري على أرض الدير عزلت بشكل كامل وكلي، وتحولت إلى خراب لعدم السماح بدخولها، ولعل من أبرز ما يتعرض الموقع له، سرقة حجارته لتغيير معالم الموقع، واستخدام الحجارة في رصف الشوارع الاستيطانية.
وأخطرت سلطات الاحتلال الإسرائيلي الطرف الفلسطيني بتاريخ 5 أيلول 2020، بقراره الاستيلاء عليها، ونشرت إعلاناً مكتوباً باللغة العبرية يفيد بالاستيلاء على الموقع المذكور؛ وتبلغ مساحتها ستة دونمات و57  مترا مربعا مسجلة حسب المالية بقطعة رقم 2 تحت اسم خربة "دير سمعان"، وذلك بهدف توسيع المستعمرات القريبة من الخربة، والتأسيس لإنشاء مستعمرة جديدة ستعرف باسم (ليشيم) على أراضي قريتي دير بلوط وكفر الديك في محافظة سلفيت، وأدانت وزارة السياحة والآثار الفلسطينية قرار المُصادرة وقالت: «أن الاحتلال مستمر في تزيف التاريخ والحقائق، ونهب الآثار وتاريخ الحضارات التي تعاقبت على أرض فلسطين في محاولة باطلة لإثبات أنه صاحب الأرض.» كما أدانت حنان عشراوي عضو اللجنة التنفيذية لمنظمة التحرير الفلسطينية القرار. واستنكره وزير الثقافة عاطف أبو سيف.